# 劳动保护 (期刊)
《劳动保护》创刊于1953年，是中国大陆工程科技类月刊，编辑部位于北京市。此刊物由中国安全生产科学研究院主办。
《劳动保护》在2018年被中华人民共和国国家新闻出版广电总局新闻报刊司评为2017年全国“百强报刊”。